# Opisthoteuthis dongshaensis
Opisthoteuthis dongshaensis is een inktvissensoort uit de familie van de Opisthoteuthidae. De wetenschappelijke naam van de soort is voor het eerst geldig gepubliceerd in 2010 door C.C. Lu.